# Esma Sultan (figlia di Ahmed III)
Esma Sultan, nota anche come Büyük Esma, ovvero Esma la maggiore, (turco ottomano:  اسما سلطان, lett. "suprema" o "regale"; Costantinopoli, 14 marzo 1726 – Costantinopoli, 13 agosto 1788), è stata una principessa ottomana, figlia del sultano Ahmed III e di una delle sue consorti.

## Origini
Esma Sultan nacque il 14 marzo 1726 a Costantinopoli, nel Palazzo Topkapi. Suo padre era il sultano ottomano Ahmed III, mentre sua madre è incerta, essendo indicata nelle fonti sia come Zeyneb Kadın sia come Hanife Kadın, entrambe consorti di Ahmed. 
Nel 1730 Ahmed venne detronizzato nella rivolta Patrona Halil e sostituito con suo nipote Mahmud I, figlio di Mustafa II. Esma, insieme alle altre figlie nubili di suo padre e alle sue consorti, venne confinata nel Palazzo Vecchio fino al suo matrimonio. 

## Matrimonio
Esma Sultan si sposò tre volte:
- Nel febbraio 1743, nel Palazzo Kadırga, che le venne assegnato come residenza, sposò Silâhdâr Yakub Paşah, che lei giudicava "un vecchio odioso", lamentandosi che "la trattava come una bambina". Rimase vedova un anno dopo.
- Nel 1744 sposò Yusuf Piri Mustafâ Paşah. Il nuovo marito era gradito a Esma, che lo descrisse come "giovane e amabile", ma a causa del suo incarico come governatore di Adana i due si videro raramente. Esma rimase vedova nel 1751.
- Il 24 giugno 1758 sposò Muhsinzade Mehmed Pascià, che fu due volte Gran Visir. Con lui ebbe una figlia. Rimase vedova nel 1774.

## Discendenza
Dal suo terzo matrimonio, Esma Sultan ebbe una figlia:
- Zeynep Hanımsultan (1759 - ?)

Inoltre, Esma educò la futura Nakşidil Kadin, che sarebbe poi diventata una consorte di Abdülhamid I e la madre e Valide Sultan di Mahmud II.

## Morte
Esma Sultan morì nel Palazzo Kadırga il 13 agosto 1778 e venne sepolta accanto al suo ultimo marito nel loro mausoleo nel cimitero di Eyüp. 

## Personalità
Esma Sultan fu molto influente durante i regni dei suoi fratellastri Mustafa III e soprattutto Abdülhamid I, di cui era la sorella prediletta. Fu lei ad avvisare quest'ultimo che il suo Gran Visir, Halil Hamid Paşah, era intenzionato a deporlo a favore di Şehzade Selim. Abdülhamid chiamò una delle sue figlie in suo onore e da quel momento Esma divenne nota come Büyük Esma, ovvero Esma "la maggiore", per distinguerla dalla nuova nipote, Küçük Esma (Esma "la minore").
Esma era anche molto incuriosita dall'Europa. Ricevette donne europee con cui parlava delle condizioni e delle libertà della donna nei rispettivi paesi e delle diverse pratiche matrimoniali.

## Proprietà
Malgrado la sua fama di donna devota e frugale, durante i regni dei fratellastri Esma Sultan divenne una delle donne più ricche dell'Impero ottomano. Possedeva un impero di terre, palazzi e proprietà che gestiva personalmente, fra cui il l'antico Palazzo Hançerli Sultan a Eyüp Bahariye, un palazzo sul mare a Ortaköy e una fattoria a Terkos. 
Fece causa al suo ultimo marito che le aveva sottratto le rendite delle sue terre a Vâsıf, in Anatolia, per assegnarle a un suo favorito. Godendo dei favori del sultano, vinse la causa. 

## Beneficenza
Esma aveva fama di donna devota. Nel 1779 costruì una fontana in onore del suo terzo marito defunto e nel 1781 ne costruì una seconda a suo nome. 

## Cultura popolare
- Nella miniserie turca del 2012 Esir Sultan, Esma Sultan è interpretata dall'attrice turca Hande Kazanova.